# 模型用語一覧
模型用語一覧（もけいようごいちらん）は、ソリッドモデル、プラモデルの製作方法、技法等に関する用語の一覧である。
- ()内は、読み仮名のひらがな表記またはアルファベット表記。
- ⇒はリダイレクト、または適切な誘導先を示す。

| 目次 | 目次 | 目次 | 目次 | 目次 | 目次 | 目次 | 目次 | 目次 | 目次 | 目次 |
| ---- | ---- | ---- | ---- | ---- | ---- | ---- | ---- | ---- | ---- | ---- |
| わ   | ら   | や   | ま   | は   |      | な   | た   | さ   | か   | あ   |
|      | り   |      | み   | ひ   |      | に   | ち   | し   | き   | い   |
| を   | る   | ゆ   | む   | ふ   |      | ぬ   | つ   | す   | く   | う   |
|      | れ   |      | め   | へ   |      | ね   | て   | せ   | け   | え   |
| ん   | ろ   | よ   | も   | ほ   |      | の   | と   | そ   | こ   | お   |

## あ行

### あ
- アートナイフ ⇒ カッターナイフ
- 青島文化教材社（あおしまぶんかきょうざいしゃ）
- アクリル系塗料（アクリルけいとりょう） ⇒ ラッカー#アクリルラッカー
- 後ハメ加工（あとハメかこう）
- 有井製作所（ありいせいさくしょ） ⇒ マイクロエース
- 合わせ目（あわせめ） ⇒ パーティングライン
- アンダーゲート

### い
- 今井科学（いまいかがく）
- イモづけ
- いろプラ ⇒ システムインジェクション
- インジェクションキット ⇒ プラモデル#製法による分類
- インストラクション
- 隠蔽力（いんぺいりょく）

### う
- ヴィネット
- ウェーブ
- ウェザリング
- ウェルドライン
- ウォーターラインシリーズ
- ウォッシング ⇒ ウェザリング
- うすめ液（うすめえき） ⇒ シンナー
- 裏打ち（うらうち）
- ウレタン

### え
- エアブラシ
- 液垂れ（えきだれ）
- エッチングパーツ
- エナメル塗料（エナメルとりょう）
- エポキシパテ
- エラストマー樹脂（エラストマーじゅし）
- エルエス
- 塩ビ（えんビ） ⇒ ポリ塩化ビニル

### お
- オオタキ

## か行

### か
- ガイドピン
- 角をなめる（かどをなめる）
- カッターナイフ
- カットモデル
- 金型（かながた）
- かぶり ⇒ 白化現象（はっかげんしょう）
- 仮組み（かりぐみ）
- ガレージキット
- 簡易インジェクション（かんいインジェクション）
- ガンプラ

### き
- 木型（きがた）
- キット
- キットバッシング
- キャスト ⇒ ダイカスト、レジンキャスト
- ギミック
- キシレン
- キャンディー塗装（キャンディーとそう）

### く
- クリアコート
- クリアパーツ
- クリアボンド
- クリアモデル
- グロス
- 黒立ち上げ法（くろたちあげほう）

### け
- ゲート
- 現物合わせ（げんぶつあわせ）
- 原型師（げんけいし）

### こ
- コールドキャスト
- コピックモデラー
- コンパチブル
- コンプレッサー
- コトブキヤ

## さ行

### さ
- サーフェイサー
- サフレス
- サンドペーパー

### し
- 仕上げ剤（しあげざい）
- シーウェイモデルシリーズ
- 静岡模型教材共同組合（しずおかもけいきょうざいきょうどうくみあい）
- システムインジェクション
- シーナリー
- ジャンクパーツ
- シュリンクパック
- 瞬間接着剤（しゅんかんせっちゃくざい）
- 食品玩具（しょくひんがんぐ）
- シリコーンゴム
- シルバリング ⇒ デカール#使用方法
- シンナー

### す
- 水性アクリル塗料（すいせいアクリルとりょう） ⇒ 水性アクリルラッカー
- スカルピー
- スクラッチ ⇒ スクラッチビルド
- スケルトンモデル ⇒ トランスルーセント
- スケールモデル
- 筋彫り（すじぼり）
- スナップキット ⇒ スナップフィット
- 砂吹き（すなぶき）
- スパッタリング
- スミ入れ（スミいれ）
- スライド金型（スライドかながた）
- スライドマーク
- すりあわせ

### せ
- 接着剤（せっちゃくざい）
- セミグロス

### そ
- ソフトビニール
- ソリッドモデル

## た行

### た
- ダイキャスト ⇒ ダイカスト
- 耐水ペーパー（たいすいペーパー） ⇒ 紙やすり（かみやすり）、研磨布紙（けんまふし）
- ダボ
- 田宮模型（たみやもけい）
- タミヤカラー
- タンポ印刷（タンポいんさつ）

### ち
- チッピング

### つ
- 突き出しピン（つきだしピン）
- 艶消し（つやけし） ⇒ マット仕上げ
- ツライチ

### て
- ディスプレイモデル ⇒ プラモデル#動力装置の有無による分類
- デカール
  - デカール軟化剤（デカールなんかざい）
- デコパージュ
- デザインナイフ ⇒ カッターナイフ
- 点付け（てんづけ）

### と
- 当日版権システム（とうじつはんけんシステム）
- 童友社（どうゆうしゃ）
- 研ぎ出し（とぎだし）
- トップコート
- ドライブラシ
- トランスルーセント
- ドール

## な行

### な
- 流し込み（ながしこみ）
- 中研ぎ（なかとぎ）
- 梨地（なしじ）
  - 梨地加工（なしじかこう）

### に
- ニコイチ
- ニチモ ⇒ 日本模型
- ニットー ⇒ 日東科学教材
- 肉抜き穴（にくぬきあな）
- 肉ヤセ（にくヤセ）

### ぬ
- 抜け（ぬけ）

### ね
- 粘土（ねんど）

### の
- 延ばしランナー（のばしランナー）
- ノンスケール

## は行

### は
- ハイライト ⇒ 鏡面ハイライト（きょうめんハイライト）
- パーティングライン
- バキュームフォーム
  - バキュームフォームキット ⇒ プラモデル#製法による分類
- ハセガワ
- パクトラタミヤ ⇒ タミヤカラー#エナメル塗料
- 箱絵（はこえ） ⇒ ボックスアート
- 箱スケール（はこスケール）
- 白化現象（はっかげんしょう）
- パテ
- 幅ツメ（はばツメ）
- 幅増し（はばまし）
- バリ
- バンダイ
  - バンダイエッジ
- ハンドピース

### ひ
- 光硬化パテ（ひかりこうかパテ）
- ヒケ
- ピースコン
- ヒートプレス ⇒ プラモデル#製法による分類
- ビット ⇒ ドリルビット
- 表面処理（ひょうめんしょり）
- ピンバイス

### ふ
- ファインモールド
- ファンド ⇒ 石粉粘土（せきふんねんど）
- フィキサチーフ
- フィギュア
- フィルタリング塗装（フィルタリングとそう）
- フォルモ ⇒ 石粉粘土（せきふんねんど）
- フジミ模型（フジミもけい）
- フタル酸エステル（フタルさんエステル）
- プライマー
  - プライマーサーフェイサー
- プラッツ
- プラパテ ⇒ ラッカーパテ
- プラ板（プラばん）
- プラペーパー
- フルスクラッチ

### へ
- へたり
- ペイントリムーバー

### ほ
- 放電金型（ほうでんかながた） ⇒ 放電加工（ほうでんかこう）
- ボックスアート
- ホビージャパン
- ポリ塩化ビニル（ポリえんかビニル）
- ポリカーボネイト
- ポリキャップ
- ポリストーン
- ポリパテ ⇒ ポリエステルパテ
- ボールジョイント
- ホワイトメタル

## ま行

### ま
- マイクロエース
- マスキング
- マスキングゾル
- マスキングテープ
- マスターモデラー
- マット仕上げ（マットしあげ）
- マルサン商店（マルサンしょうてん）

### み
- ミラコン
- ミキシングビルド ⇒ スクラッチビルド#ミキシングビルド

### む
- ムク

### も
- モールド
- モーターライズ ⇒ プラモデル#動力装置の有無による分類
- モデラー
- モデルアート
- モデルグラフィックス

## や行

### や
- 焼いたドライバー（やいたドライバー）
- 焼き針（やきばり）

### ゆ
- 湯口（ゆくち） ⇒ ゲート

### よ
- 洋白（ようはく）

## ら行

### ら
- ラッカー系塗料（ラッカーけいとりょう）
- ラッカーシンナー
- ラッカーパテ
- ランナー

### り
- リキャスト
- リターダー
- リデコ
- リューター
- 流用パーツ（りゅうようパーツ）

### れ
- レタッチ
- レベル

## わ行

### わ
- ワンダーフェスティバル

### A
- ABS樹脂（エービーエスじゅし）
- AFV（エーエフブイ）
- ATBC-PVC（エーティービーシー・ピーブイシー）

### C
- C面（シーめん）

### P
- PVC（ピーブイシー）